# Søstrene Grene
Søstrene Grene è una catena di vendita al dettaglio danese, a conduzione familiare. È stata fondata ad Aarhus, in Danimarca, nel 1973 dalla coppia Inger Grene e Knud Cresten Vaupell Olsen.
Søstrene Grene significa "le sorelle Grene" in danese. La famiglia Grene possiede e gestisce ancora oggi la catena: nel 2012, i figli dei fondatori, Mikkel Grene e Cresten Grene, sono diventati rispettivamente amministratore delegato e direttore creativo.

## Concept
I negozi Søstrene Grene sono strutturati come un labirinto, con un percorso che guida i clienti attraverso tutte le categorie di prodotti, conducendoli infine alle casse situate nella parte anteriore del negozio. Gli spazi sono caratterizzati da un'illuminazione mirata, pareti scure per creare un'atmosfera accogliente, e musica classica in sottofondo per trasmettere una sensazione di calma.
Le selezioni di prodotti includono articoli per la casa (come mobili, utensili da cucina, illuminazione, accessori per il bagno), articoli per il fai-da-te, giardinaggio, materiali per regali, cancelleria, accessori da viaggio, giochi e giocattoli per bambini, e snack. Vengono introdotti nuovi prodotti ogni settimana, disponibili solo per un periodo limitato, creando un’esperienza di scoperta e unicità. I prodotti sono incentrati sul design scandinavo, molti con elementi floreali, e sono proposti a prezzi molto accessibili. Tutti i prodotti sono esclusivi di Søstrene Grene, con l'eccezione di alcuni snack e articoli esclusivi disponibili solo online.
L'approccio alla vendita può essere paragonato a quello delle catene danesi di negozi Flying Tiger e Normal, che offrono anch'esse un'ampia selezione di prodotti a prezzi accessibili o competitivi, in negozi con un layout a labirinto. Tuttavia, Søstrene Grene pone maggiore enfasi sul design e sul branding legato allo stile di vita. In confronto, Flying Tiger si distingue per prodotti più originali e giocosi, oltre a prodotti alimentari e per la cura personale a marchio proprio, mentre Normal è nota soprattutto per prodotti alimentari e per la cura della persona a prezzi scontati, provenienti da marchi nazionali.

## Distribuzione
Søstrene Grene è presente in 13 mercati, con oltre 300 negozi:
- Austria
- Belgio
- Danimarca
- Finlandia
- Francia
- Germania
- Irlanda
- Islanda
- Norvegia
- Paesi Bassi
- Regno Unito
- Svezia
- Svizzera